# 그림자 금융 시스템
그림자 금융 시스템(Shadow banking system)은 전통적인 상업은행과 유사한 서비스를 합법적으로 제공하지만 정상적인 은행 규제를 벗어난 비금융 중개 기관(NBFI)을 모아 놓은 것을 일컫는 용어이다. S&P 글로벌은 2022년 말에 그림자 금융이 전 세계 주요 관할권에서 약 63조 달러의 금융 자산을 보유하고 있으며, 이는 세계 GDP의 78%에 해당한다고 추정한다. 이는 2009년의 28조 달러와 세계 GDP의 68%에서 증가한 수치이다.
NBFI의 예로는 헤지 펀드, 보험 회사, 전당포, 수표 발행자, 수표 현금화 장소, 급여 대출, 환전소, 소액 대출 기관 등이 있다. 일부에서는 "그림자 금융"이라는 문구를 경멸적인 것으로 여기고, "시장 기반 금융"이라는 용어가 대안으로 제시되었다.
그림자 금융은 전통적인 예금 금융과 경쟁할 정도로 중요성이 커졌으며, 2007~2008년 서브프라임 모기지 사태와 그에 따른 세계 경기 침체의 요인이 되었다.

## 같이 보기
- 롱텀캐피털매니지먼트
- 경기후퇴
- 서브프라임 모기지 사태
- 그림자 정부 (음모론)
- 글로벌 금융 시스템